# Ronaldo Costa Couto
Ronaldo Costa Couto (Luz, 3 de outubro de 1942) é um historiador, jornalista, professor e político brasileiro. 
Economista formado pela Universidade Federal de Minas Gerais (UFMG), possui especialização em planejamento geral do desenvolvimento pelo Ilpes/Cepal (ONU). É doutor em história contemporânea pela Universidade de Paris-Sorbonne (Paris IV). 
Exerceu cargos importantes na política brasileira, como o de secretário de Planejamento do estado do Rio de Janeiro (governo Floriano Peixoto Faria Lima) e de Minas Gerais (governo Tancredo Neves). Foi ministro do Interior no governo José Sarney, de 15 de março de 1985 a 30 de abril de 1987, função que acumulou com a de governador do Distrito Federal, de 8 de abril a 9 de maio de 1985.
Exerceu também o cargo de ministro-chefe do Gabinete Civil da Presidência da República no triênio 1987-1989, cargo exercido simultaneamente com o de ministro do Trabalho no fim de 1988. Foi conselheiro do Tribunal de Contas do Distrito Federal, tendo tomado posse em 14 de dezembro de 1989 e sendo aposentado em 26 de setembro de 2012. Assumiu a sua vaga no TCDF o deputado federal Paulo Tadeu.

## Publicações
- Tancredo vivo, História indiscreta da ditadura e da abertura
- A história do BID e o Brasil
- Memória viva do regime militar
- Brasília Kubitschek de Oliveira
- Matarazzo: a travessia
- Matarazzo: colosso brasileiro.
- O Essencial de JK